# 山

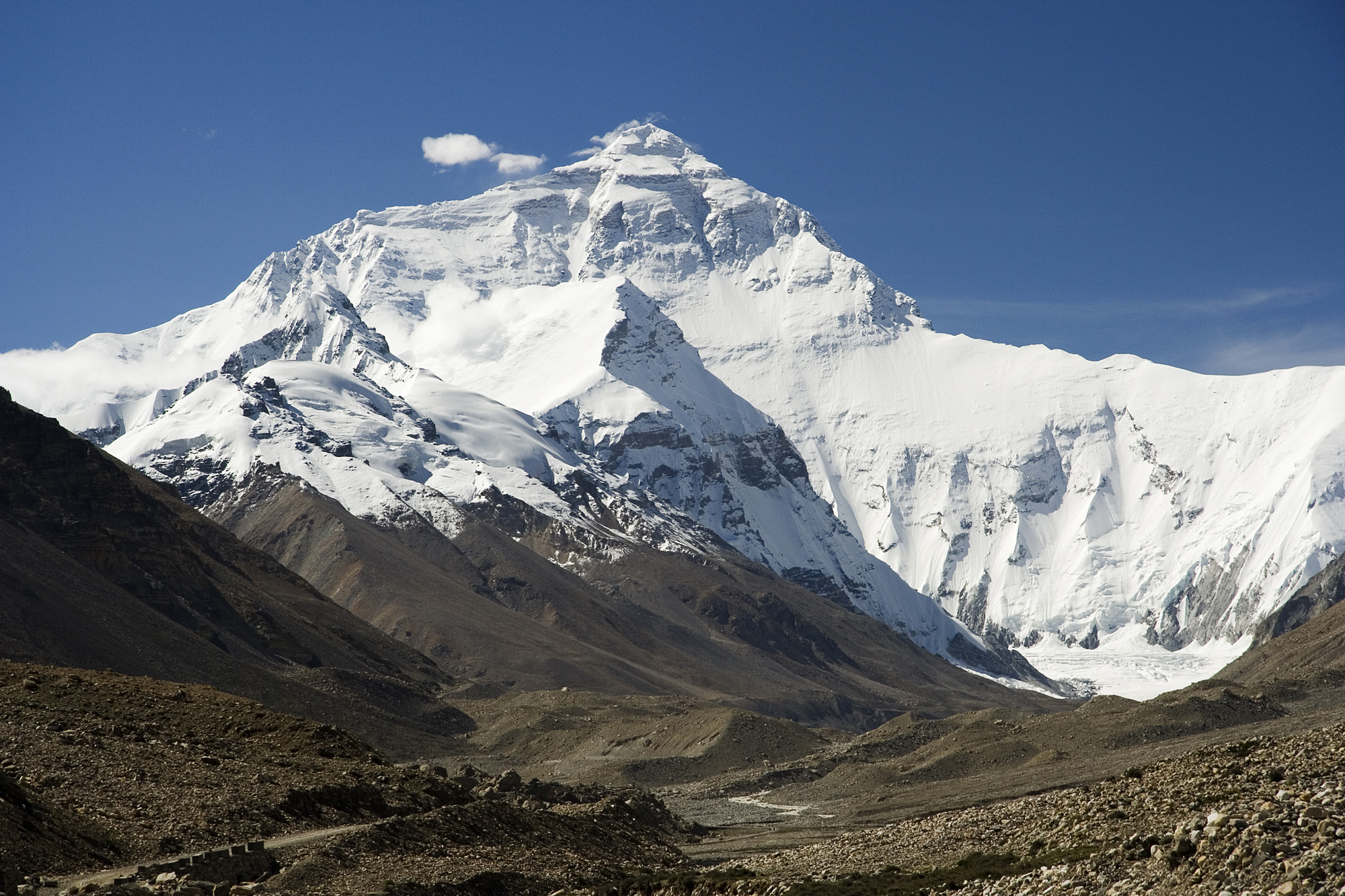
珠穆朗瑪峰，地球海拔最高的山

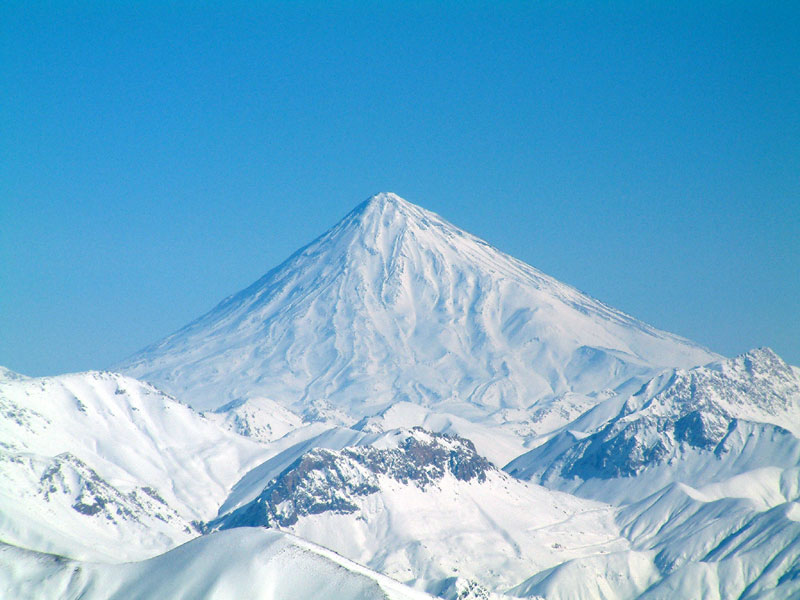
伊朗德馬峰

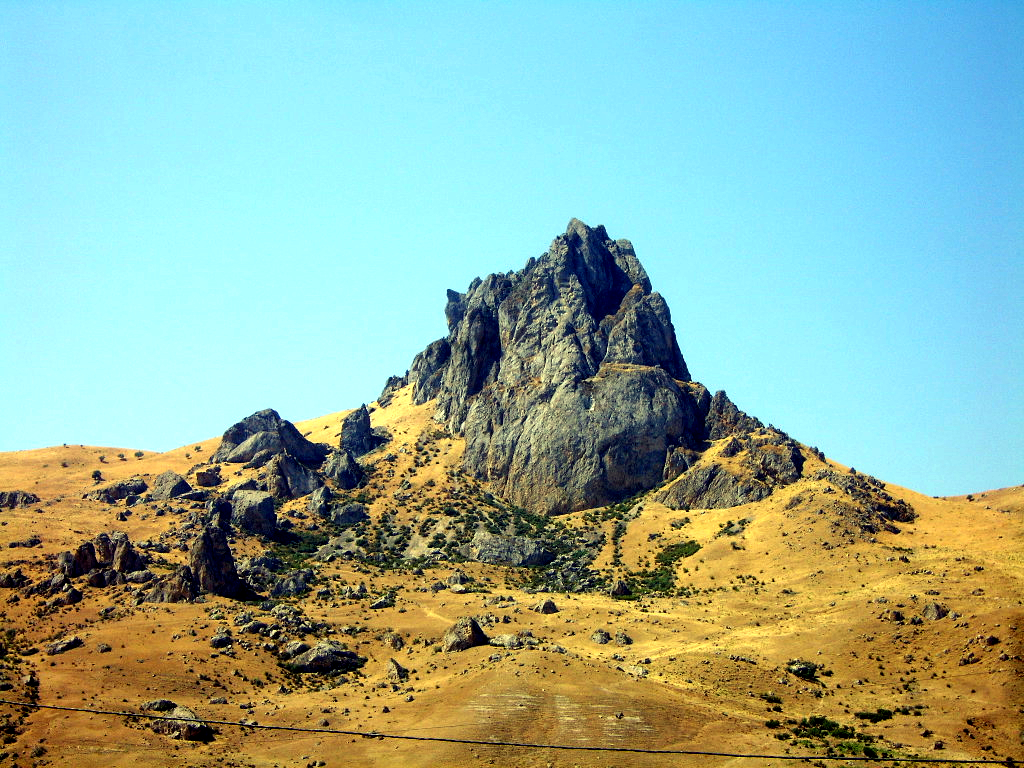
亞塞拜然的五指山

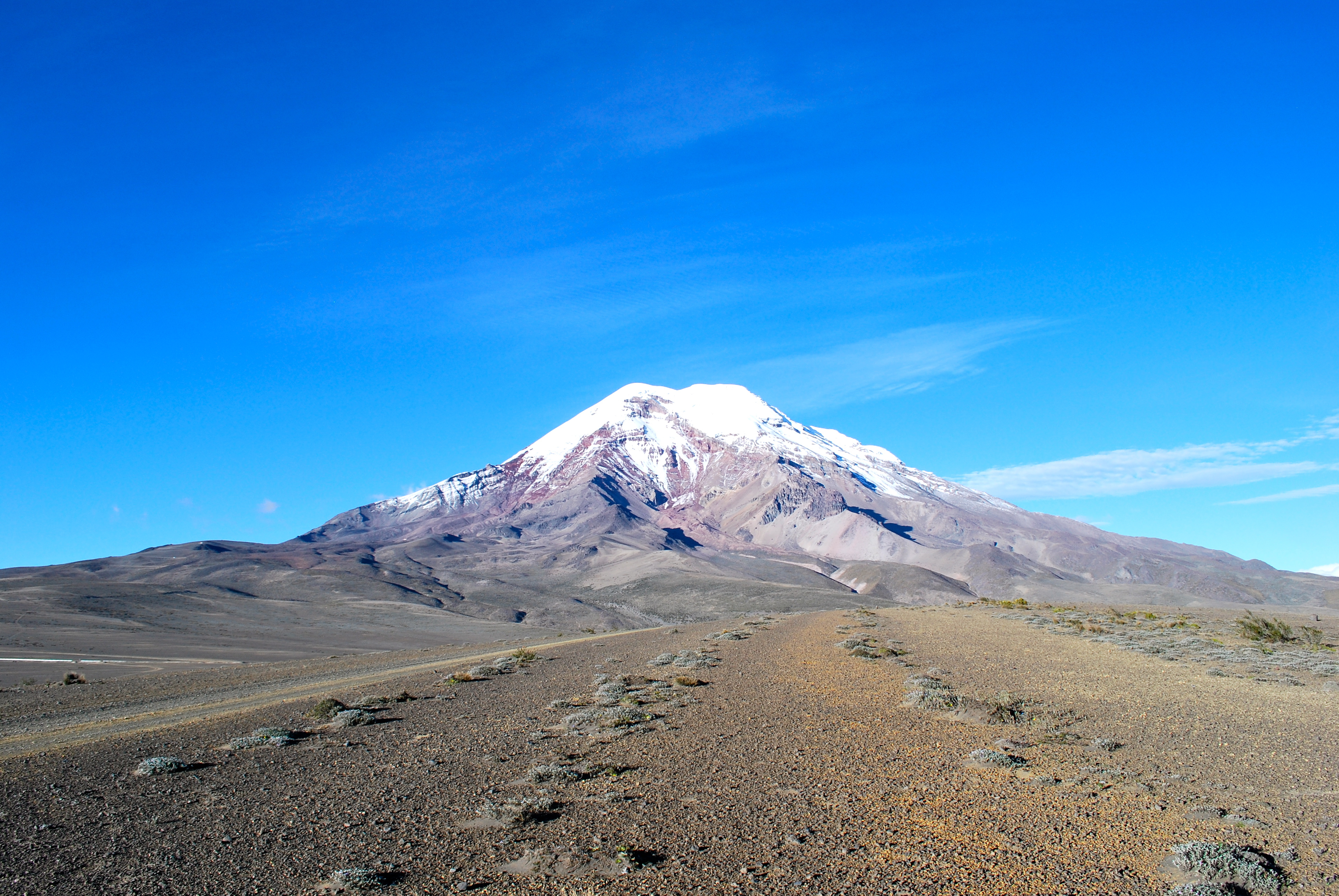
厄瓜多钦博拉索山，離地球中心最遠點，為最接近外太空的地方

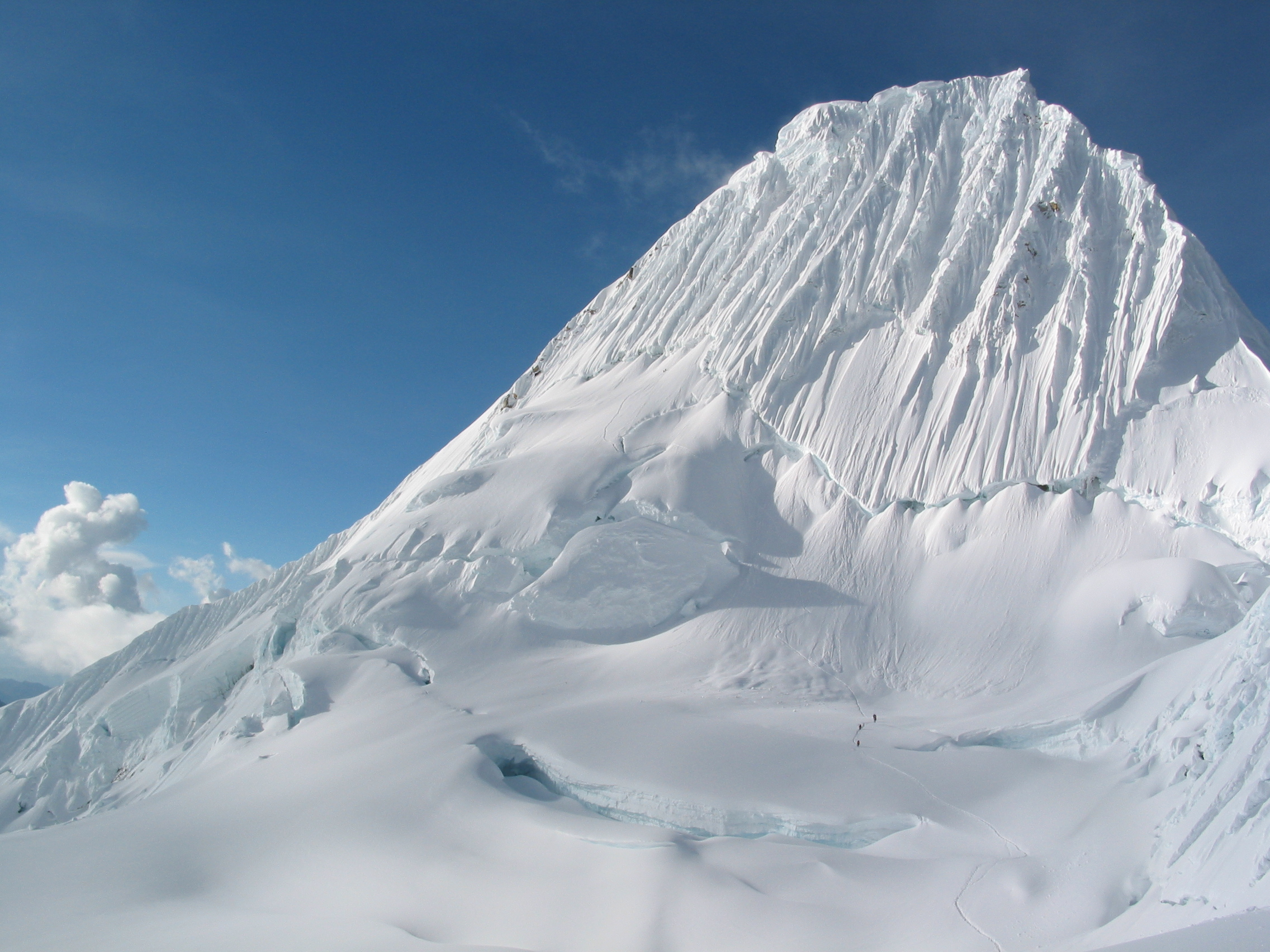
安第斯山脉的山峰是秘鲁很多河流的源头

山是地面上被平地所围绕的具有较大的绝对高度和相对高度而凸起的地貌区。山离地面高度通常在海拔600米以上，包括低山、中山与高山，是否被稱作山取決於當地人。海拔低于600米的地形则称为丘陵。
山一般是因板塊碰撞或是火山作用而產生。山會因河流、氣候作用或是冰河而慢慢侵蝕。有些山會形成單獨的頂峰，不過大部份的山會连在一起形成山脉。
高山上因為高海拔而出現高山气候，氣溫會比海平面低，因此會影響高山的生態系。不同的高度會有不同的動植物，由於其氣候及環境較不適宜居住，高山上的農業較平地少。有些休閒娛樂和高山有關，例如爬山及滑雪。
地球上最高的山是在亞洲喜馬拉雅山上的珠穆朗瑪峰，距海平面的高度為8848公尺。太陽系中最高的山是火星上的奧林帕斯山，高度是21229公尺。
世界各大陆山地分布面积近3,600万平方公里, 约占全球陆地面积的24%。

## 成因
山的形成，是經歷過火山作用或大陸漂移（板塊碰撞）而產生，而引起褶皺、斷裂、隆起、沉積及侵蝕等地理因素。如喜馬拉雅山脈，就是歐亞大陸板塊及印度-澳洲板塊兩個大陸板塊之間互相碰撞對方而產生的板塊擠壓運動；而北美東海岸的阿帕拉契山脈就屬於古大陸地形，後遭侵蝕作用後形成現貌。

## 地理学上的山
山的外侧陡峻且比丘陵要高。沒有普遍接受的於對山的定義。高度、體積、坡度、和其他山的間隔及連續生都曾用來作為定義山的方式。在牛津英文字典中，山的定義是「地表的自然高度，相較於周圍地勢，有突然的昇高，而且其高度和鄰近的高度相比，有顯著的昇高。」。
一座山是否被稱作山取決於當地人。美國加利福尼亞州舊金山的最高點被稱為戴維森山，雖然它只有300公尺。而俄克拉何马州劳顿附近的史考特山從周圍到山頂的高度是251公尺。Whittow的自然地理詞典提到「有些作者認為超過600公尺才是山，較低的只能視為丘陵。」
其他對山的定義包括：
- 最高點高於底部至少2500米
- 最高點高於底部1500米-2500米，坡度大於2度
- 最高點高於底部1000米-1500米坡度大於5度
- 當地（半徑7公里）海拔大於300米，300-1000米

按照這個定義，山覆蓋歐亞大陸的33%，南美的19%，北美的24%，非洲的14%。作為一個整體，地球24%的面積是山地，10%的人類生活在山區。世界上大多數河源來自山，半數的人依賴於源自山的水。
地球上最高的50座山脈都在亞洲。
行星地質學涉及行星的山區，在這個科學裏山通常稱作montes （單數 mons）。太陽系裏最高的山是火星的奧林帕斯山，海拔21229米。

## 特徵
一般的高山，或是接近地極區域的山會達到大氣層較高的地方，故氣溫和氣壓都會較平地低。通常這些山會發生冰川作用，同時亦會在冰凍時導致侵蝕作用，這些作用就會形成了各種不同形狀的山峰。有些高山會有冰川融化而形成的冰川湖，例如在不丹就大約有三千多個冰川湖。山在長久時間的風化或侵蝕下，就會造成山的各種外貌和特徵，故在氣候的影響下，地球中不同地區的山也會有各種不同的形態。
雖然山的高度會造成與太陽的距離接近，但山區的氣溫仍會較平地低。原因和太陽照射地球，使溫度昇高的方式有關。太陽直接照射地面，使地面溫暖，而溫室效應的影響會將熱再反射到地球，使得低海拔的空氣比較溫暖。當高度提高時，溫室效應的影響下降，因此溫度也隨之下降。在一般的情況下，最接近地面的氣溫都是最高的，而海拔高度每上升一百八十公尺，氣溫就會降低攝氏1度。

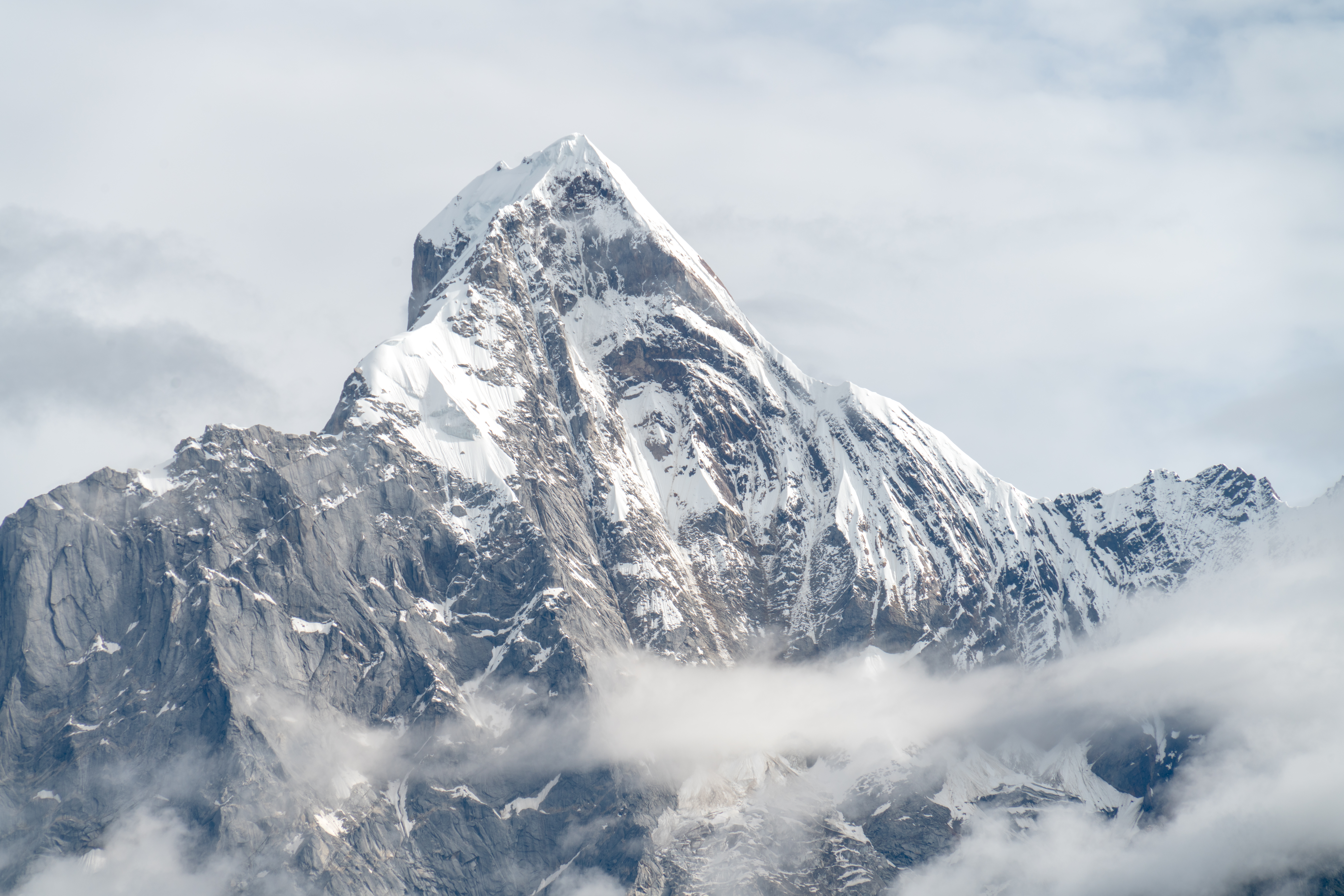
四川的四姑娘山幺妹峰

山對人類的居住來說，較不適合，故大多數的人類偏向習慣居住於平坦的地面（除非必要性），因為山區的氣候通常較惡劣，且在受到地形的限制下，無法發展成較大的都市，但是坡度較緩的山區仍適合耕種。在高海拔地區，由於較缺乏氧氣和較容易受到紫外線傷害的關係，所以居住的人更是稀少。另外，四成至五成以上生活於低海拔地區的人一旦待在三千五百公尺以上的海拔高度超過數小時後都會造成高山症（一種人體在高海拔地區由於氧氣濃度過低而出現的疾病）。
在現代，山主要的用途是提供人類休閒或娛樂，而其它小用途有包括了伐木業、採礦業或放牧。有些山的山峰提供了美妙的景觀，能夠吸引觀光客前去參觀。而山峰之到達的可能性則受到了其高度、坡度、緯度、地形以及氣候等多種因素影響。公路、纜車是使山峰之到達更為方便的常見設施。而山區提供給人類的娛樂包括了徒步、登山、露營、攀岩、攀冰、滑草、滑雪、單板滑雪等。

## 生態

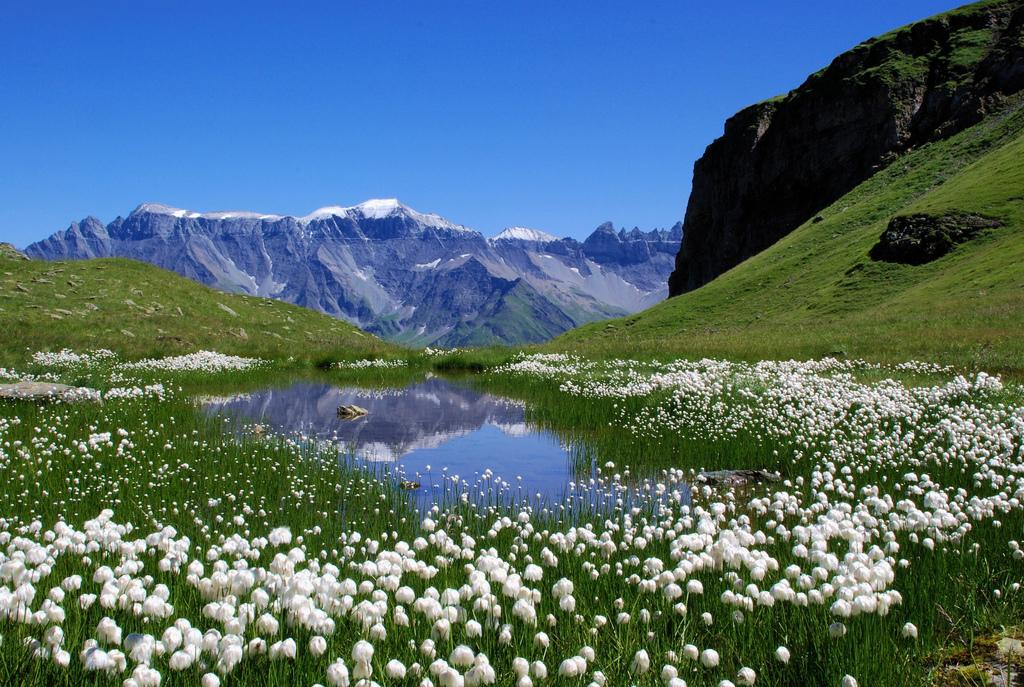
阿爾卑斯山上的沼澤濕地

山腳和山頂的高度落差很大的山往往會有多樣的生態環境。從山腳下到山頂會因為海拔高度的不同而有不同的生態景觀或生物圈。其形成主要是因為在一特定高度範圍內的動植物群無法生活在該區域之上或之下（原因為氣候之不適應），導致該生物群僅出現在一座山的特定高度。總的來說，這就是微氣候所造成的結果。
山上較冷的氣候會影響居住在高山上的動植物，特定的動物植物一般會趨向生長在某一特定的氣候環境下，因此隨著海拔及氣候的不同，會出現不同的生態系，稱為海拔區劃。在一些乾燥氣候的區域，山上的降雨較多及溫度較低，也加強了海拔區劃的情形。
有些海拔區劃中的植物及動物會只出現在某一區域中，因為海拔較高及較低的地區不適合動植物的遷徙及生物擴散l生長。這様的情形一般會稱為天空島。
海拔區劃一般會有固定的形式。海拔最高的區域，樹木無法生長，不論是否有其他生命，這個區塊是阿爾卑斯氣候，土壤為凍土層。在樹木線下方是副阿爾卑斯氣候，會有耐寒耐乾的松柏門植物。海拔再低的區域有山地森林，一般仍以松柏門為主，但在熱帶地區，則會有開花植物甚至是雨林。

## 種類
山可以受到自然界中各種影響而有不同的外貌。有些山是火山，其外貌受到其岩漿的影響；有些受到其冰川作用的影響；有些則會受到板塊碰撞的影響。到最後，經過種種因素而形成不同的山依據其組成的岩石種類可以分成許多類型（以下舉出其中幾個例子）。

### 火山種類
- 破火山口或超級火山
- 火山渣錐
- 海底平頂山
- 冰火山
- 火山穹丘
- 泥火山
- 盾狀火山
- 层状火山
- 海底火山

### 岩石種類
- 岩漿岩
- 變質岩
- 沉積岩

## 世界高山
| 排名 | 山名                   | 洲   | 山脈         | 海拔（m） | 所在國家      |
| ---- | ---------------------- | ---- | ------------ | --------- | ------------- |
| 1    | 珠穆朗玛峰             | 亞洲 | 喜馬拉雅山脈 | 8,848     | 中國/尼泊爾   |
| 2    | 喬戈里峰（K2）         | 亞洲 | 喀喇崑崙山脈 | 8,611     | 中國/巴基斯坦 |
| 3    | 干城章嘉峰             | 亞洲 | 喜馬拉雅山脈 | 8,586     | 印度/尼泊爾   |
| 4    | 洛子峰                 | 亞洲 | 喜馬拉雅山脈 | 8,516     | 中國/尼泊爾   |
| 5    | 馬卡魯峰               | 亞洲 | 喜馬拉雅山脈 | 8,463     | 中國/尼泊爾   |
| 6    | 卓奧友峰               | 亞洲 | 喜馬拉雅山脈 | 8,201     | 中國/尼泊爾   |
| 7    | 道拉吉里峰             | 亞洲 | 喜馬拉雅山脈 | 8,167     | 尼泊爾        |
| 8    | 馬納斯盧峰             | 亞洲 | 喜馬拉雅山脈 | 8,163     | 尼泊爾        |
| 9    | 南迦帕爾巴特峰         | 亞洲 | 喜馬拉雅山脈 | 8,125     | 巴基斯坦      |
| 10   | 安納布爾納峰           | 亞洲 | 喜馬拉雅山脈 | 8,091     | 尼泊爾        |
| 11   | 加舒爾布魯木I峰        | 亞洲 | 喀喇崑崙山脈 | 8,068     | 中國/巴基斯坦 |
| 12   | 布洛阿特峰             | 亞洲 | 喀喇崑崙山脈 | 8,047     | 中國/巴基斯坦 |
| 13   | 加舒爾布魯木II峰       | 亞洲 | 喀喇崑崙山脈 | 8,035     | 巴基斯坦      |
| 14   | 希夏邦馬峰（高僧贊峰） | 亞洲 | 喜馬拉雅山脈 | 8,013     | 中國          |
| 15   | 加舒爾布魯木III峰      | 亞洲 | 喀喇崑崙山脈 | 7,952     | 巴基斯坦      |

## 腳註
1. ↑  . npr.org.   [2011-11-26]. （原始内容存档于2013-02-10）.
2. ↑  依1995年及2005年針對山頂的調查，是包括積雪的高度
3. ↑  . Pubs.usgs.gov.   [2014-04-29]. （原始内容存档于2014-04-28）.
4. ↑  Zu, Kuiling; Wang, Zhiheng. . Biodiversity Science. 2022-05-20, 30 (5): 21451. doi:10.17520/biods.2021451.
5. 1 2  Gerrard 1990.
6. ↑  Whittow, John. . London: Penguin. 1984: 352. ISBN 0-14-051094-X.
7. ↑  Blyth, S., Groombridge, B., Lysenko, I., Miles, L. & Newton, A.  (PDF). UNEP World Conservation Monitoring Centre, Cambridge, UK. 2002  [2009-02-17]. （原始内容 (PDF)存档于2009-02-26）.
8. ↑  Blyth 2002，第14頁.
9. ↑  Panos. . 2002  [2009-02-17].[]
10. ↑  .   [2006-12-07]. （原始内容存档于2006-10-07）.
11. ↑  .   [2006-12-07]. （原始内容存档于2006-07-09）.
12. ↑  Lazaridis, Mihalis. . Springer. 2010: 70. ISBN 978-9400701618.
13. ↑  Lutgens, Frederick K.; Tarbuck, Edward J. . Prentice Hall. 1998: 15–17, 30–35, 38–40. ISBN 0-13-742974-6.
14. ↑  王秀芝. . Green Apple Data Center. 27 November 2013: 34–  [2014-04-29]. GGKEY:4D9UJETK56B. （原始内容存档于2014-07-05）.
15. ↑  . Epochtimes.com. 2006-08-18  [2014-04-29]. （原始内容存档于2014-04-29）.
16. ↑  Daubenmire, R.F. . Botanical Review. June 1943, 9 (6): 325–393. doi:10.1007/BF02872481.
17. ↑  Blyth 2002.
18. 1 2  .   [30 January 2010]. （原始内容存档于2013年2月4日）.
19. ↑  Tweit, Susan J. . Alaska Northwest Books. 1992: 209–210. ISBN 0-88240-434-2.
20. ↑  . . Microsoft Corporation. 2002 [1993]. 60210-442-1635445-74407.
21. ↑  . BBC News. 8 April 2010  [28 October 2012]. （原始内容存档于2012-03-03）.
22. ↑  . Britannica.com. Encyclopædia Britannica.   [28 October 2012]. （原始内容存档于2015-05-03）.
23. ↑  干城章嘉峰高度的資訊隨資料來源而不同，常見的有8,598（28,209英尺）及8,586米（28,169英尺）。在尼泊爾官方的1:50,000地圖上，列出較低的高度，因此這裡也比照處理
24. ↑  有時會列8,501公尺，但中國及尼泊爾的官方地圖都列8,516 m

## 延伸阅读
[在维基数据编辑]
 《欽定古今圖書集成·方輿彙編·山川典·山川總部》，出自陈梦雷《古今圖書集成》
 《欽定古今圖書集成·方輿彙編·山川典·山總部》，出自陈梦雷《古今圖書集成》